# 大溪镇 (温岭市)
大溪镇，位于温岭市西北部，全镇面积129平方公里，下辖10居99村，2018年户籍人口132820人，外来人口107000人，104国道、甬台温高速公路及甬台温铁路横穿境内，分别与温岭市泽国镇、温峤镇及乐清市大荆镇、台州市区接壤，是温岭市对外交通的重要枢纽。

## 经济
2011年大溪镇预算内财政总收入7.3亿元，工业产值达到293.3亿元，其中2000万元以上规模企业产值125.3亿元，自营出口达5.75亿美元，农民人均纯收入18198元。2017年，财政总收入12亿元，规模以上工业产值达到146亿元，增加值32亿元，全社会固定资产投资达50.8亿元，其中工业性投资25.0亿元。 
产业以泵与电机、塑料、鞋业为特色，各类企业近万家，工业实力在台州市内占据前列，其中水泵产业占据中国国内农业市场份额的60%，2010年新界泵业则率先上市，成为了镇内第一家上市公司。农业现代化程度高，规模农业占到农业总产值的50%以上。旅游资源丰富，境内方山和新河镇的长屿洞天景区共同组成了“方山-长屿洞天”世界地质公园和国家级风景名胜区。

## 荣誉称号
联合国开发计划署“可持续发展的中国小城镇”项目试点单位、全国小城镇综合改革试点镇、全国首批小城镇发展改革试点镇、全国文明镇、全国重点镇、全国环境优美镇、国家森林公园、浙江省中心镇，浙江省小城市培育试点镇，是中国水泵之乡、中国水泵电容器之乡、中国日用品塑料之乡。

## 相关内容
- 桃园市大溪区，原同名友好镇[3]
- 南非桌山，与方山为友好山[3]
- 沈海高速温岭段“6·13”液化石油气运输槽罐车重大爆炸事故，2020年6月13日在当地发生的爆炸事故。